# Agostino Lodron

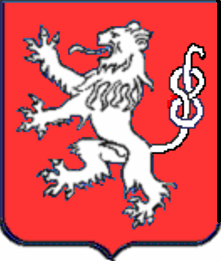
Stemma dei Lodron

Agostino Lodron (XV secolo) della famiglia Lodron, Signore del Feudo di Castellano e capostipite del ramo lagarino dei Lodron detti di Castellano, l'altro ramo dei lodron lagarini era Lodron detti di Castelnuovo.

## Storia
Agostino era uno dei 13 figli di Paride (Paride IV o Parisotto) e di Veronica Coppa.
Alla morte del padre i fratelli di spartirono il Feudo di Castellano-Castelnuovo:
- A Nicolò Maria Lodron spettò il Feudo di Castelnuovo
- Ad Agostino il Feudo di Castellano

Agostino fu capostipite della linea dei Lodron detti di Castellano, che governò il Feudo di Castellano dal 1534 al 1615.
Ebbe quattro figli da Maddalena Bagarotta Lodron:
- Agostino II Lodron soldato, morto circa nel 1570.
- Felice Lodron
- Don Antonio Lodron.
- Giulia Lodron